# Cratere Yolanda
Yolanda  è un cratere sulla superficie di Venere.